# Знедолений (фільм, 1915)
«Знедолений» (англ. The Derelict) — американська короткометражна мелодрама режисера Генрі Отто 1915 року.

## У ролях
- Едвард Коксен — Лео Голмс
- Вініфред Грінвуд — Луїза Вільке
- Джон Степлінг — постоялець Вільке
- Джордж Філд — Брюс Морган
- Вільям Бертрам — доктор Лейн